# Communist Party of Nepal (Unified Marxist-Leninist)
Communist Party of Nepal (Unified Marxist-Leninist) også kendt som CPN-UML, CPN(UML) eller slet og ret UML, er et af de største kommunistpartier i Nepal. Partiet blev dannet den 6. januar 1991 som en forening af de to kommunistpartier Communist Party of Nepal (Marxist) og Communist Party of Nepal (Marxist-Leninist). CPN(UML) var et produkt af demokratibevægelsen i Nepal 1990, hvor kommunisterne og den øvrige venstrefløj indgik en alliance med Nepali Congress og sammen fik en afgørende rolle i forbindelse med genindførelse af flerpartidemokrati i Nepal.
Ved parlamentsvalget i 1994 blev UML valgets sejrherre, og med partiets leder Man Mohan Adhikari som premierminister dannede partiet en mindretalsregering, som fungerede indtil den kom i mindretal i 1995.
Under valgkampen op mod parlamentsvalget i 1999 døde partileder Adhikari, og han blev erstattet af Madhav Kumar Nepal, men splittelser inden for partier resulterede i at Nepali Congress blev valgets sejrherre.
Madhav Kumar Nepal forblev som partileder indtil valget til det forfatningsgivende parlament 10. april 2008, hvor han tabte sin valgkreds i Kathmandu til den relativt ukendte maoist Jhakku Prasad Subedi. Skønt han trods alt blev indvalgt til parlamentet i kraft af sejr i en anden valgkreds (det er tilladt at stille op i max. 2 valgkredse), så valgte Madhav Kumar Nepal at trække sig som partiets leder. Posten blev derefter overtaget af Jhalanath Khanal.
UML, som udgør et midtsøgende og kompromisorienteret venstrefløjsparti, har spillet en meget betydningsfuld rolle i forbindelse med demokratiprocessen i Nepal siden 1990 og ikke mindst i bestræbelserne 2006-07 på at bringer maoisterne til forhandlingsbordet. Partiets mangeårige fastholden af et langsigtet ønske om at afskaffe monarkiet har indgået som en del af partiets visioner om at mindske de samfundsmæssige uligheder i Nepal. Ikke mindst derfor har partiet udgjort en meget betydningsfuld faktor, som har været medvirkende til at etablere det politiske grundlag, som var nødvendigt for genindførelse af de demokratiske tilstande, som parlamentsvalget i april 2008 var et udtryk for. 